# Сант'Ана (Беневенто)
Сант'Ана је насеље у Италији у округу Беневенто, региону Кампанија.
Према процени из 2011. у насељу је живело 438 становника. Насеље се налази на надморској висини од 88 м.